# Скоростная железная дорога Чанша — Куньмин

Скоростная железная дорога Чанша — Куньмин

Высокоскоростная железная дорога Чанша — Куньмин (кит. 长昆客运专线) длиной 1167 км от города Чанша через город Гуйян до города Куньмин, проходя через провинции Хунань, Гуйчжоу и Юньнань и соединяя их столицы. Дорога составляет часть Высокоскоростной пассажирской линии Шанхай — Куньмин. Первая секция Шанхай — Ханчжоу (см. Скоростная железная дорога Шанхай — Ханчжоу) была введена в эксплуатацию ранее. Вторая секция Ханчжоу — Чанша (см. Скоростная железная дорога Ханчжоу — Чанша) строилась параллельно и была введена в эксплуатацию в сентябре 2014 года. Работы по строительству дороги Чанша — Куньмин начаты в сентябре 2010 года , в декабре 2014 года был запущен участок от Чанша до города Синьхуань, а 18 июня 2015 был запущен следующий участок до города Гуйян. Полный ввод трассы в эксплуатацию состоялся в конце декабря 2016 года.
Проектная скорость движения - 300 км/час, однако трасса рассчитана на скорость движения 350 км/час, которая будет достигаться на коротких участках.

## Соединение с другими линиями высокоскоростной сети
В Чанша линия пересекается со скоростной железной дорогой Ухань — Гуанчжоу.
В Гуйяне линия пересекается со скоростной железной дорогой Чэнду — Гуанчжоу.

## Остановки
Железнодорожная линия проходит через следующие станции:
1. Чанша-Южная кит. 长沙南站)
2. Сянтань-Северный кит. 湘潭北站)
3. Шаошань-Южный (кит. 韶山南站)
4. Лоуди-Южный (кит. 娄底南站)
5. Шаоян-Северный (кит. 邵阳北站)
6. Синьхуа-Южный (кит. 新化南站)
7. Сюпу-Южный (кит. 溆浦南站)
8. Хуайхуа-Северный (кит. 怀化北站)
9. Чжицзянь (кит. 芷江站)
10. Синьхуань-Западный (кит. 新晃西站)
11. Тунжэнь-Южный (кит. 铜仁南站)
12. Саньсуй (кит. 三穗站)
13. Мяньхуапин (кит. 棉花坪站)
14. Кайли-Южный (кит. 凯里南站)
15. Гуйдин-Северный (кит. 贵定北站)
16. Гуйян-Восточный (кит. 贵阳东站)
17. Гуйян-Северный (кит. 贵阳北站)
18. Пинба-Южная (кит. 平坝南站)
19. Аньшунь (кит. 安顺站)
20. Хуангошу (кит. 黄果树站)
21. Пуань (кит. 普安站)
22. Пань (Люпаньшуй) (кит. 盘县站)
23. Фуюянь (Цюйцзин) (кит. 富源站)
24. Цюйцзин (кит. 曲靖站)
25. Цзюсянь (кит. 旧县站)
26. Сяошао (кит. 小哨站)
27. Куньмин-Южный (кит. 昆明南站)